# Nadesjda Tolokonnikova
Nadesjda Andrejevna Tolokonnikova (russisk: Наде́жда Андре́евна Толоко́нникова; født 7. november 1989), også kendt som "Nadja Tolokno" (russisk: Надя Толокно), er en russisk kunstner, forfatter og politisk aktivist. Hun er medlem af den anti-putinistiske punk-rock-gruppe Pussy Riot, og har tidligere været politisk aktiv i forbindelse med gadekunstgruppen Vojna ((dansk) krig). Den 17. august 2012 blev hun dømt for "hooliganisme motiveret af religiøst had" for en optræden i Frelseren Kristus-katedralen i Moskva, og dømt til to års fængsel. Tolokonnikova er blevet anerkendt som politisk fange af Union of Solidarity with Political Prisoners. Amnesty International kalder hende for samvittighedsfange på grund af "alvoren i svaret fra de russiske myndigheder".

## Bøger
- Sådan starter man en revolution, oversat af Lars Peder Poulsen-Hansen, Rosinante 2017.